# Meß (Einheit)
Das Meß oder Mäß war ein Volumenmaß für Brennholz im Königreich Württemberg. Entsprechend seinen Ausmaßen war es auch der regionale Begriff für Klafter.
Das Klafter oder Meßklafter, wie das Maß auch bezeichnet wurde, war 6 Fuß hoch und ebenso breit bei einer Scheitlänge von 4 Fuß. Das Volumen betrug 144 Kubikfuß, gerechnet nach dem Württembergischen Fuß. Dieser teilte sich in 10 Zoll zu 10 Linien, war 127 Pariser Linien (à 2,256 mm) groß und glich dem Hamburger Fuß mit rund 28,7 Zentimeter (genau 28,64903 Zentimeter).
- 1 Meß = 98,783 Pariser Kubikfuß = 3,386 Ster (Kubikmeter).

Die Maße beruhen auf die gesetzliche Festlegung in der Maß- und Gewichtsordnung vom 30. November 1806. Das Meß oder Klafter konnte in Viertel, Achtel und Ecklein, dem Sechzehntel, geteilt werden.

## Eine Aufgabe fürs Kopfrechnen (1854)
Eine frühere Aufgabensammlung für den Arithmetik-Unterricht in Volks- und Gewerbsschulen (Nürnberg 1854) enthält im Anhang „zum Gedankenrechnen“ folgende Aufgabe Nr. 27: Zwei Wägen mit Holz enthalten: der eine 1 Mäß weniger ein halbes Drittel, der andere 1 und ⅓ Mäß. Wenn nun das Mäß 8 fl. 15 kr. kostet; wie hoch kommt das sämmtliche Holz?